# Sinagoga de la Comunidad Israelita Sefaradí
La Sinagoga de la Comunidad Israelita Sefaradí es un edificio religioso judío localizado en la ciudad de Montevideo, capital de la República Oriental del Uruguay.
La comunidad sefardí está presente en Montevideo desde las primeras décadas del siglo XX. Este templo abrió sus puertas en 1956 con el nombre de Beth Israel, y se inspira en la sinagoga portuguesa de Nueva York.El autor del proyecto fue el arquitecto uruguayo Miguel N. Revello.